# Влостово (Куявсько-Поморське воєводство)
Влостово (пол. Włostowo) — село в Польщі, у гміні Єзьора-Великі Моґіленського повіту Куявсько-Поморського воєводства.
Населення — 47 осіб (2011).

## Демографія
Демографічна структура станом на 31 березня 2011 року:
|          | Загалом | Допрацездатний вік | Працездатний вік | Постпрацездатний вік |
| -------- | ------- | ------------------ | ---------------- | -------------------- |
| Чоловіки | 25      | 3                  | 18               | 4                    |
| Жінки    | 22      | 0                  | 14               | 8                    |
| Разом    | 47      | 3                  | 32               | 12                   |